# 中华人民共和国进出口管理委员会
中华人民共和国进出口管理委员会、中华人民共和国外国投资管理委员会，一个机构，两个名称，为已撤销的国务院组成部门。

## 沿革
中共十一届三中全会作出改革开放的战略决策后，为从经济领域率先开始对外开放，1979年2月，中共中央、国务院决定成立国务院进出口领导小组，余秋里任组长，方毅、王震、陈慕华、王任重、谷牧、康世恩任副组长。领导小组下设进出口工作办公会议，由谷牧主持，处理较重要的日常工作，办公会议下设办公室。
经过数月实践，感到该领导小组难以肩负推动对外开放的重大使命。1979年7月，中共中央、国务院向全国人民代表大会常务委员会建议成立“中华人民共和国进出口管理委员会”和“中华人民共和国外国投资管理委员会”两个机构，实行两个机构一套班子。1979年7月30日，第五届全国人民代表大会常务委员会第十次会议通过了关于设立外国投资管理委员会、进出口管理委员会和任命名单的决定，为加强对外国投资的管理，设立中华人民共和国外国投资管理委员会，为加强对进出口、外汇平衡和引进技术工作的管理，设立中华人民共和国进出口管理委员会，并任命国务院副总理谷牧兼外国投资管理委员会主任和进出口管理委员会主任。1979年8月23日，中共中央、国务院下发《关于进出口管理委员会、外国投资管理委员会的任务和机构的通知》（中发〔1979〕60号），明确“两委”是“一个机构，两个名称”，撤销原国务院新技术引进领导小组和国务院进出口领导小组，规定了“两委”的任务、机构和工作要求，任命顾明（兼）、汪道涵、周建南、马宾、甘子玉（兼）、贾石（兼）、卜明（兼）为“两委”副主任。成立时约200人。
不久，中央相继调时任第一机械工业部外事局局长江泽民、对外经济联络部副部长魏玉明、冶金部综合计划局局长周宣城、曾任外贸部副部长的卢绪章任“两委”副主任，江泽民兼任秘书长。
1979年11月在北京召开了全国进出口工作会议，“千方百计扩大出口”方针。
1980年5月1日，国务院办公厅发出通知，为了便于行文，经国务院批准，“中华人民共和国进出口管理委员会”简称“国家进出口委”。
1980年12月在北京召开了全国第二次进出口工作会议。下放外贸经营权、扩大贸易渠道。允许中央部委、解放军各总部自办进出口公司。
1981年9月1日，经中共中央批准成立中共国家进出口委党组；中共中央、国务院《关于加强对外经济贸易工作统一领导和归口管理的决定》：“国家进出口委及其党组，在中共中央和国务院的领导下，负责管理外国投资管理委员会、外贸部、外经部、国家外汇管理总局、中国银行（与中国人民银行共同管理）、海关总署、商检总局、国际信托投资公司、国际贸易促进会的工作；归口管理和协调国务院其他部门和各省、市、自治区以及我驻外机构有关对外经济贸易方面的工作。”谷牧任党组书记，汪道涵、周建南先后任党组副书记。
在谷牧领导下，国家进出口委贯彻执行中央对外开放的战略方针，组织起草了涉外政策、法规、条例、规定等文件；同时深入对外开放第一线调查研究、指导试点，对打开对外开放局面发挥了重大作用。国家进出口委主抓了八件大事：
- （1）推动中央关于在广东、福建两省实行特殊政策、灵活措施的落实。鼓励外商来料加工、来样加工、来件装配、补偿贸易（简称“三来一补”），扩大就业，改善民生，搞活经济。
- （2）根据中央关于建立蛇口工业区，在广东深圳、珠海、汕头、福建厦门创建出口特区的决定，起草制定了试办经济特区的实施条例，并解决蛇口工业区和经济特区建设中的困难及问题。
- （3）召开京、津、沪三市出口工作座谈会，研究扩大出口的规划和措施。研究外贸管理体制改革试点方案，下放部分外贸经营权，创建了中华人民共和国第一家工贸公司“中国机械设备进出口总公司”，开始突破对外贸易的高度垄断体制。
- （4）根据《中华人民共和国中外合资经营企业法》，组织制订实施条例及有关管理办法，推动了首批中外合资企业的创建。
- （5）同世界银行、外国政府建立了开发援助及融资合作关系，利用其提供的优惠贷款，引进先进技术设备，加强基础设施建设，发展教育等方面设施。归口管理、组织协调同部分发达国家的经济合作和向中国提供项目援助的工作。
- （6）会同国家计委制定了进出口及引进先进技术设备的计划，并协调处理计划执行中的问题。
- （7）同联合国开发计划署合作创办国际经济管理学院，并加强培训对外开放人才。
- （8）以谷牧的名义聘请荣毅仁、钱昌照、孙越崎、孙起孟、缪云台、古耕虞等海内外工商界知名人士为顾问，聘请国内外专家教授任专题顾问。成立了中华人民共和国国第一个国际经济贸易智库[2]。

“两委”副主任江泽民主管实施广东、福建两省实行特殊政策、灵活措施和试办经济特区的工作，这一全新的工作也是争论和矛盾最多的工作。他遇事敢于挺身而出，全面执行中央政策，为推动该工作作出了很大贡献。江泽民带领有关人员研究制定出了经济特区实施条例草案。1980年8月，他代表国务院向第五届全国人大常委会第十五次会议做了详细说明，条例草案获得批准。谷牧还决定由江泽民率有关特区领导到国外考察。
1976年起，王选等人研发汉字激光照排系统并取得一定成果。但此后几年因为在研制及发展设想等方面各方分头进行，科研、开发、制造、使用不能配合甚至相互抵触，而且部分关键零部件及设备难以解决，使中国自行研制的汉字激光照排系统难以进入实用阶段。王选请求国家进出口委协调。1980年1月9日，根据江泽民的建议，国家进出口委党组向国务院提出《关于“中文激光照排”项目的请示报告》，提出了以自主创新为主、吸收部分国外技术协同集中攻关的6条建议，并申请为王选牵头的攻关团队拨付40万美元外汇，以进口部分国外大规模集成电路和测试设备。报告经国务院批准后，经江泽民多次协调实施，使这项技术创新获得成功。1980年10月，邓小平见到用激光照排印出的《伍豪之剑》样书时，高兴地在随书附上的北京大学的一封信上批示：“应加支持”。随后汉字激光照排系统实现产业化，彻底结束了印刷厂使用人工铸造铅字、手工排版的时代。
国家进出口委成立后不久，各省、自治区、直辖市很快也成立了相应机构，形成了自中央到地方较完整的管理体系。全国除青海省由外贸局行使进出口委职能之外，其他地区均成立了进出口委或进出口领导小组办公室，一般由省委书记（当时设有第一书记）或副省长兼任主任，陕西省、云南省由党政一把手兼任。
1982年3月8日，第五届全国人民代表大会常务委员会第二十二次会议审议了国务院总理赵紫阳《关于国务院机构改革问题的报告》，通过了《全国人民代表大会常务委员会关于国务院机构改革问题的决议》，决定“将进出口管理委员会、对外贸易部、对外经济联络部和外国投资管理委员会合并，设立对外经济贸易部。”此时，两委实有人数344人。

## 职责
1. 会同有关部门制订发展进出口贸易、技术引进、利用外资，以及对外经济合作的方针、政策、条例、规章，研究总结经验，改革有关管理体制；
2. 会同国家计委，审议和制订我国进出口、技术引进、经济合作、外汇收支的长期规划和年度计划，协调有关方面的工作，检查督促计划的实施；
3. 组织有关部门和各省、市、自治区采取有力措施，扩大出口，增加外汇收入；
4. 根据中外合资经营企业法，组织制订实施条例和有关管理办法，组织有关部门审批合营企业的协议、合同和章程；
5. 统筹管理各部门、各地方引进先进技术、利用外国资金和进口设备的工作。督促检查有关方面掌握、消化、研究和发展引进的先进技术，以提高国内的制造能力和技术水平；
6. 审议我国与外国政府间的长期经济合作或长期贸易协定、协议，报请国务院批准[5]。

## 机构设置
中华人民共和国进出口管理委员会、中华人民共和国外国投资管理委员会共同设立：
- 办公厅
- 综合局
- 外资管理局
- 出口管理局
- 技术引进管理局
- 条法局
- 调研室
- 顾问室
  - 顾问：陈慕华、荣毅仁、雷任民、刘宁一；
  - 特邀顾问：钱昌照、孙越崎、孙起孟、缪云台、古耕虞、刘念智、经叔平、李文杰、虞效忠、王兼士、李树农、艾德乐（美籍）、柯福兰（美籍）
- 国际经济合作局
- 政府贷款项目建设办公室
- 加工贸易办公室
- 国际经济管理学院筹备处

各省、市、自治区也建立了相应的进出口领导机构

## 历任领导
| 主任 - 谷牧（1979年7月－1982年3月，国务院副总理兼） 秘书长 - 江泽民（1980年2月－1982年3月） | 第一副主任 - 陈慕华（1981年9月－1982年3月，国务院副总理兼对外经济联络部部长兼） 副主任 - 顾明（1979年8月－1981年3月，国务院副秘书长兼） - 汪道涵（1979年8月－1980年5月） - 周建南（1979年8月－1982年3月） - 马宾（1979年8月－1981年1月） - 甘子玉（1979年8月－1982年3月，国家计委副主任兼） - 贾石（1979年8月－1982年3月，对外贸易部副部长兼） - 卜明（1979年8月－1982年3月，中国人民银行党组成员、副行长兼中国银行行长、党组书记、董事长兼国家外汇管理总局局长） - 谢北一（1980年1月－1982年3月，国家机械成套总局党组书记、总局长兼） - 邱纯甫（1980年1月－1982年3月，国家经委副主任兼） - 江泽民（1980年2月－1982年3月） - 周宣城（1980年4月－1982年3月） - 魏玉明（1980年9月－1982年3月） - 卢绪章（1981年2月－8月） - 郑拓彬（1981年9月－1982年3月，对外贸易部部长兼） 专职委员 - 季崇威 - 李灏 |